# Hypocrisy
Hypocrisy (hipokrasi) je melodični det metal sastav osnovan 1990. u gradiću Ludvika, Švedska, a osnovao ga je Peter Tagtgren. Bend se pre nego što je promenio ime zvao Seditious.

## Biografija
Posle raspada svog prvog benda, Peter Tagtgren odlučio je da ode u Ameriku, gde se uključio u vode death metala svirajući u bendu Malevolent Creation.
1990. godine, nakon tri provedene godine u Fort Lauderdaleu u Floridi, Peter Tagtgren se vraća u Švedsku i osniva Hypocrisy.
Tagtgren je po osnivanju benda odmah započeo sa radom, tako da je Hypocrisy do 1992. godine bio jednočlani bend. Za period od dve godine koliko je bio sam u bendu, Tagtgren je obezbedio Hypocrisy-ju mesto u jednoj od danas vodećih izdavača u metal muzici - Nuclear Blast Records.
Peter se zatim bacio na prikupljanje članova benda, pa su se 1992. godine pridružili: Magnus Brodberg (vokal), Mikael Hedlung (bas gitara), Jonas Osterberg (gitara) i Lars Soke (bubnjevi). Ova postava uzima se kao prva potpuna originalna postava Hypocrisy-ja.
Ranija izdanja su bila zapažena kao kvalitetan death metal, ali ne inovativan. Ta kritika je bend potaknula na razvijanje karakterističnog zvuka i stila. U početku je tekstove pisao tadašnji pevač Mase Broberg, međutim, kasnije je taj posao pao u ruke Tagtgrena. Prvi albumi imali su satanističke tekstove, i klasičan tradicionalni det metal zvuk, dok kasniji albumi imaju više atmosferičan zvuk, a tekstovi se baziraju na vanzemaljcima i otmicama vanzemaljaca (Abducted, Roswell 47). Magnus Broberg je izašao iz benda nakon promene tematike i na mesto vokala dolazi ponovo Peter, koji je i danas pevač.
1997. godine, Tagtgren odlučuje da raspusti Hypocrisy, i posvećuje se svom poslu producenta i svom industrijal metal projektu PAIN. Radio je sa bendovima poput Dimmu Borgir, Immortal, Therion, Dark Funeral i tako dalje. Međutim, zbog zahteva velikog broja fanova, Tagtgren ponovno okuplja bend i izdaje "live album" pod nazivom Hypocrisy Destroys Wacken 1998, a nedugo zatim izlazi i album koji nosi ime Hypocrisy, i tim albumom, bend se vraća u aktivan status.
Trenutno promovišu svoj novi album pod nazivom A Taste of Extreme Divinity, koji je 12. studijski album u diskografiji ovog benda i izašao je 2009. godine.

## Članovi

### Trenutni članovi
- Peter Tagtgren - vokal, gitara, klavijature (1990 - )
- Mikael Hedlung - bas gitara (1992 - )
- Reidar Horghagen - bubnjevi (2004 - )

### Bivši članovi
- Magnus Broberg - vokal (1992 - 1993)
- Jonas Osterberg - gitara (1992)
- Lars Soke - bubnjevi (1992 - 2004)
- Andreas Holma - gitara (2004 - 2006)
- Matias Kamijo - uživo gitara (1998
- Klas Ideberg - uživo gitara (2006)

## Diskografija

### Demo
- 1991 - Rest in Pain
- 1992 - Rest in Pain '92

### Albumi
- 1992 - Penetralia
- 1993 - Osculum Obscenum
- 1994 - The Fourth Dimension
- 1996 - Abducted
- 1997 - The Final Chapter
- 1999 - Hypocrisy
- 2000 - Into the Abyss
- 2002 - Catch 22
- 2004 - The Arrival
- 2005 - Virus
- 2008 - Catch 22 v. 2.0.08
- 2009 - A Taste of Extreme Divinity
- 2013 - End of Disclosure

### EP
- 1993 - Pleasure of Molestation
- 1994 - Inferior devoties
- 1996 - Maximum Abduction
- 2005 - Virus Radio EP
- 2013 - Too Drunk to Fuck

### Kompilacije
- 2001 - 10 Years of Chaos and Confusion

### Live Albumi
- 1999 - Hypocrisy Destroys Wacken 1998
- 2011 - Hell Over Sofia

### Singlovi
- 1996 - Carved Up
- 2008 - Don't Judge Me

### DVD/VHS
- 1999 - Hypocrisy Destroys Wacken 1998
- 2001 - Live & Clips
- 2011 - Hell Over Sofia - 20 Years of Chaos and Confusion

### Split albumi
- 1996 - Hypocrisy / Meshuggah
- 2009 - Valley of the Damned / Hordes of War

## Zanimljivosti
Peter Tagtgren vlasnik je jednog od najpoznatijih studija u Skandinaviji pod nazivom The Abyss. 
Takođe, Tagtgren je vlasnik malog sela u Švedskoj. Selo se zove Pärlby ima oko 120 rezidencija i nalazi se na oko 3 sata od Stokholma.
Tagtgrenu je za vreme snimanja albuma Dancing With the Dead (za svoj projekat PAIN) srce prestalo sa radom, što ga je kasnije inspirisalo da album tako i nazove.

## Spoljašnje veze
- Hypocrisy službena stranica Архивирано на веб-сајту  (2. децембар 2019)